# Bence Biczó
Bence Biczó (Pécs, 19 gennaio 1993) è un nuotatore ungherese, vincitore di una medaglia d'oro ai Giochi Olimpici Giovanili Estivi del 2010 e tre volte campione nazionale nei 200m farfalla (nel 2011, 2012, 2013).
Biczó iniziò a nuotare nel 1999 e come studente per la Zrínyi Miklós School a Nagykanizsa si fece subito notare per il suo talento: nel 2005 aveva già battuto quasi tutti i record per categoria nella Contea di Zala. Per poter continuare a crescere sportivamente nel 2007 si spostò con la famiglia a Pécs, dove ha continuato a lungo ad allenarsi con Béla Sántics presso la Pécsi Városi Sportiskola.
Nel 2009, al Festival olimpico della gioventù europea svoltosi a Tampere in Finlandia, Biczó ha ottenuto i suoi primi successi internazionali vincendo l'oro nei 200m farfalla nuotando in 1:58.33 e l'argento nei 100m farfalla con un tempo di 54.08.
L'anno successivo, ai campionati europei giovanili di nuoto 2010 a Helsinki, Biczó ha trionfato nella sua gara del cuore, i 200m farfalla, stabilendo un nuovo record europeo giovanile e il sesto miglior risultato mondiale dell'anno con il tempo di 1:55.82.
Un altro grande successo è poi arrivato alcuni mesi dopo, quando durante la prima edizione dei Giochi olimpici giovanili estivi di Singapore (14-26 agosto) Biczó ha vinto la medaglia d'oro nei 200m farfalla con il tempo di 1:55.89 (di soli sette centesimi lontano dal suo record personale). Sempre a Singapore si è anche classificato sesto nei 100m farfalla e settimo nella 4x100m mista.
Nel novembre dello stesso anno Biczó ha successivamente preso parte ai Campionati Europei di Nuoto in Vasca Corta che si sono svolti a Eindhoven nei Paesi Bassi (25-28 novembre), vincendo un bronzo nei 200m farfalla.
Il 2011 ha visto Biczó migliorare il proprio miglior tempo nuotando in 1:54.79 ai campionati nazionali ungheresi e vincendo davanti a László Cseh, il campione in carica e argento alle Olimpiadi nel 2008. Nel luglio dello stesso anno, ai Campionati Mondiali di Nuoto di Shanghai in Cina (24-31 luglio), si è invece classificato ottavo nei 200m farfalla con un tempo di 1:55.53, e poi sesto ai Campionati Europei di Nuoto in Vasca Corta che si sono svolti a Stettino in Polonia (8-11 dicembre) con il tempo di 1:53.22.
Agli Europei del 2012, a Debrecen in Ungheria (21-27 maggio), Biczó ha vinto la medaglia d'argento nei 200m farfalla in 1:55.85 dietro al connazionale László Cseh.
Alle Olimpiadi di Londra dello stesso anno si è invece classificato nono nelle semifinali con 1:55.36, rimanendo così per un soffio fuori dalla finale.
Dopo le Olimpiadi si è trasferito a Debrecen per studiare all'università e nuotare presso il Debrecen Sports Center and Sports School.
Ai Campionati europei di nuoto in vasca corta 2012 che si sono tenuti a Chartres in Francia (22-25 novembre), Biczó si è classificato per la finale con il terzo miglior tempo nei 200m farfalla per poi chiudere al quarto posto in finale con 1:53.64.
Nel 2013 è tornato a vincere l'oro nei 200m farfalla alla Universiade di Kazan in Russia (6-17 luglio) nuotando in 1:55.32, mentre ai Campionati Mondiali di Nuoto di Barcellona in Spagna (19 luglio - 4 agosto) ha chiuso nono nello stesso evento con il tempo di 1:56.70.
Nello stesso anno, al Duel in the Pool che si è svolto a Glasgow in Scozia (20-21 dicembre), ha ulteriormente migliorato il proprio tempo nei 200m farfalla nuotando in 1:53.16, così come anche il suo miglior tempo nei 100m farfalla nuotando in 52.14.
Il 21 agosto 2014, ai Campionati europei di nuoto di Berlino in Germania (13-24 agosto), Biczó ha vinto la medaglia d'argento con un tempo di 1:55.62 con solo 0.33 di stacco dal danese Viktor Bromer.
Il 18 maggio del 2016, ai Campionati europei di nuoto di Londra in Inghilterra (9-22 maggio 2016), ha mancato la qualificazione per le semi-finali nei 200m farfalla nuotando in 1:57.60.
Nel 2017, alla Universiade di Taipei a Taiwan (19-30 agosto), Biczó ha invece conquistato la medaglia di bronzo nei 200m farfalla nuotando in 1:56.16 e dietro ai giapponesi Daiya Seto (argento con 1:55.09) e Nao Horomura (oro con 1:53.90).

## Migliori Tempi
| Evento                    | Tempo    | Vasca | Competizione                                                     | Paese della Competizione | Data       |
| ------------------------- | -------- | ----- | ---------------------------------------------------------------- | ------------------------ | ---------- |
| 50m stile libero          | 25.03    | 25m   | Hungarian National Championships (25m)                           | HUN                      | 13/12/2019 |
| 100m stile libero         | 51.44    | 25m   | Hungarian National Championships (25m)                           | HUN                      | 13/12/2019 |
| 200m stile libero         | 1:48.75  | 25m   | Hungarian National Championships (25m)                           | HUN                      | 14/12/2019 |
| 400m stile libero         | 3:53.39  | 25m   | FINA Swimming World Cup 2018                                     | HUN                      | 04/10/2018 |
| 50m farfalla              | 24.84    | 25m   | 12th FINA World Swimming Championships (25m) 2014                | QAT                      | 03/12/2014 |
| 100m farfalla             | 52.14    | 25m   | Duel in the Pool 2013                                            | GBR                      | 20/12/2013 |
| 200m farfalla             | 1:53.16  | 25m   | Duel in the Pool 2013                                            | GBR                      | 20/12/2013 |
| 4x100m stile libero       | 3:22.02  | 25m   | Hungarian National Championships (25m)                           | HUN                      | 13/12/2019 |
| 4x200m stile libero       | 7:17.28  | 25m   | Hungarian National Championships (25m)                           | HUN                      | 12/12/2019 |
| 4x100m misti              | 3:42.25  | 25m   | Hungarian National Championships (25m)                           | HUN                      | 14/12/2019 |
| 50m stile libero          | 25.14    | 50m   | Hungarian National Championships (50m)                           | HUN                      | 29/03/2019 |
| 100m stile libero         | 51.60    | 50m   | Hungarian National Championships (50m)                           | HUN                      | 29/03/2019 |
| 200m stile libero         | 1:50.95  | 50m   | Hungarian National Championships (50m)                           | HUN                      | 28/03/2019 |
| 400m stile libero         | 4:02.54  | 50m   | Grand Prix Ostrava                                               | CZE                      | 05/05/2019 |
| 800m stile libero         | 8:26.82  | 50m   | Mare Nostrum - Trofeu Internacional Ciutat de Barcelona 2021     | ESP                      | 05/06/2021 |
| 1500m stile libero        | 15:55.60 | 50m   | Flanders Swimming Cup 2019                                       | BEL                      | 20/01/2019 |
| 50m farfalla              | 25.22    | 50m   | European Championships 2012                                      | HUN                      | 25/05/2012 |
| 100m farfalla             | 53.55    | 50m   | Mare Nostrum - Meeting International de Canet-en-Roussillon 2013 | FRA                      | 15/06/2013 |
| 200m farfalla             | 1:54.79  | 50m   | Hungarian National Championships (50m)                           | HUN                      | 22/06/2011 |
| 4x100m stile libero       | 3:27.69  | 50m   | Hungarian National Championships (50m)                           | HUN                      | 29/03/2019 |
| 4x200m stile libero       | 7:18.19  | 50m   | European Championships 2018                                      | GBR                      | 05/08/2018 |
| 4x100m misti              | 3:38.24  | 50m   | 14th FINA World Championships 2011                               | CHN                      | 31/07/2011 |
| 4x100m stile libero mista | 3:41.06  | 50m   | 21st Luxembourg Euro Meet 2019                                   | LUX                      | 26/01/2019 |
| 4x100m misti mista        | 4:04.41  | 50m   | 21st Luxembourg Euro Meet 2019                                   | LUX                      | 27/01/2019 |

## Palmarès
- Olimpiadi giovanili

Singapore 2010: oro nei 200m farfalla.
- Europei

Debrecen 2012: argento nei 200m farfalla.
Berlino 2014: argento nei 200m farfalla.
- Europei in vasca corta

Eindhoven 2010: bronzo nei 200m farfalla.
- Europei giovanili

Helsinki 2010: oro nei 200m farfalla e bronzo nei 100m farfalla.
Belgrado 2011: oro nei 200m farfalla.
- Universiadi

Kazan 2013: oro nei 200m farfalla.
Taipei 2017: bronzo nei 200m farfalla.

## Onorificenze
- Junior Prima Award (2011)
- Fair Play-díjat  (2022)